# Pierre Vilar
Pierre Vilar (Frontignan, 3 maggio 1906 – Saint-Palais, 7 agosto 2003) è stato uno storico e ispanista francese.

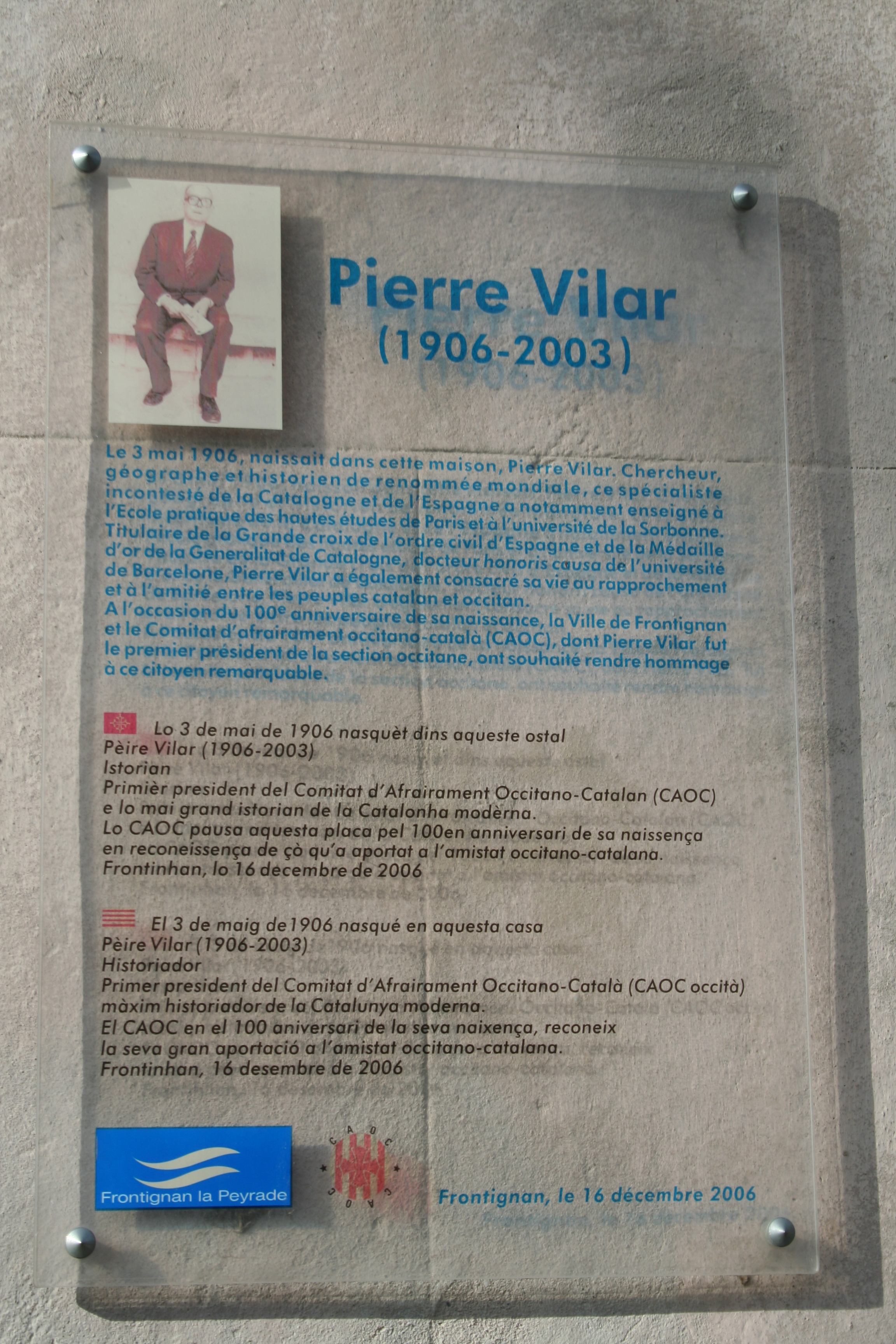
Pierre Vilar

Egli è considerato una delle massime autorità sullo studio della storia della Spagna, sin nel periodo dell'Ancien Régime che per l'età moderna nonché per la storia economica e sociale in generale. Come marxista ha criticato il crollo dell'Unione Sovietica. È stato lo storico più importante nella la storiografia catalana partire dalla seconda metà del XX secolo, dopo la morte di Jaume Vicens Vives.
Ottenne il dottorato di ricerca in storia alla Sorbona, di cui divenne professore nel 1965. Fu membro della École des Hautes Études en Sciences Sociales di Parigi. Vilar ha ricevuto la laurea honoris causa dalle Università di Barcellona e Valencia. Il Centro de Estudios de Historia Moderna di Barcellona prende il suo nome. Ha ricevuto, tra gli altri, i premi Ramon Llull e Elio Antonio de Nebrija, la Gran Croce dell'Ordine Civile di Alfonso X il Saggio e la Medalla d'Or de la Generalitat de Catalunya nel 2000.
Come studente ha studiato con Jean-Paul Sartre e Paul Nizan. Fu discepolo di Ernest Labrousse, si interessò di metodologia della storia, difendendo la teoria della storia totale dal punto di vista materialista. Stimolato da Maurice Legendre (di orientamento politico completamente diverso), viaggiò in Spagna nel 1929. Insegnò alla scuola francese a Barcellona tra il 1934 e il 1957, ad eccezione del periodo della guerra civile spagnola e la seconda guerra mondiale (durante quest'ultima dando per lo più lezioni ai suoi compagni prigionieri). Con questa lunga interruzione, durante i suoi soggiorni, ricercò e scrisse la sua tesi di dottorato, "Catalogna nella Spagna moderna" (1962), la sua grande opera in tre volumi di circa seicento pagine ciascuno, considerato un classico della storiografia e modello di sintesi regionale, che "ha ricevuto tutti gli elogi, dai comunisti a Jordi Pujol", ha ricordato Eliseu Climent, editore delle sue memorie "Pensar históricamente" (Tres i Quatre, 1995). La sua breve storia, ma influente "Historia de España" è stato un best seller, anche prima che fosse legalmente autorizzata la vendita, che era vietata durante il regime di Franco, ed è rimasta ad essere ampiamente usata negli ambienti didattici e in quelli progressisti negli anni Settanta e Ottanta del XX secolo.